# Gullah (langue)
Cet article concerne la langue gullah. Pour le peuple gullah, voir Gullah.
Le gullah ou geechee est un créole à base lexicale anglaise parlé par les Gullah, une population vivant principalement sur la côte Est du sud des États-Unis, entre la Caroline du Nord et la Floride.